# غفلت از نرخ پایه
غفلت از نرخ پایه یا خطای نرخ پایه و یا مغالطه نرخ پایه (Base rate fallacy) نوعی سوگیری یا خطا در هنگام استدلال کردن است. انسانها در هنگام تصمیم‌گیری درباره احتمال وقوع یا فراوانی چیزی اغلب تمایل دارند چنانچه اطلاعاتی درباره فراوانی (اطلاعات آماری) داشته باشند  و همزمان  اطلاعات خاص یا گزارش‌های شخصی نیز داشته باشند، به اطلاعات آماری کم توجهی کرده یا آن را نادیده گرفته و به گزارش‌های شخصی متوسل شوند.
به بیان بسیار ساده و مختصر: غفلت از نرخ پایه  یعنی اعتماد و پذیرش موارد خاص و نادیده گرفتن آمار و اطلاعات موجود. برای مثال درحالیکه آمار و بررسی‌های متعدد نشان دهنده خطرات مرگبار اعتیاد به سیگار است گاهی می‌شنویم که فردی بیان ‌می‌کند که: من کسی را می‌شناسم که دهها سال است سیگار می‌کشد و هیچ مشکلی ندارد. در این حالت شخص تمامی آمار‌ها و داده‌ها را نادیده گرفته و به موارد خاصی که می‌شناسد اعتماد و استناد می‌کند. همچنین افرادی که فی المثل واکسن کووید-19 نمی زنند اغلب به این مغالطه متوسل می شوند.
به نظر میرسد که مغز انسان توجه و اعتبار بیشتری برای اظهار نظرهای شخصی و اطلاعاتی فردی قائل است تا مطالعات آماری. بنا بر کتاب تفکر، سریع و آهسته، نوشته دانیل کانمن در هنگام بررسی یک موضوع اگر دربارۀ موضع گزارش‌های شخصی و اطلاعات آماری هر دو موجود باشند، به اطلاعات آماری و نرخ پایه معمولا کمتر توجه می‌شود یا کاملا نادیده گرفته می‌شوند.
در تعریف نرخ پایه اینطور باید گفت که تصور کنید در یک کوزه 100 تیلۀ رنگی وجود دارد که 15 تیلۀ آن سبز و 85 تیله قرمز است. به نسبت تعداد هر تیله به کل تیله‌ها نرخ پایه می‌گو‌یند. در این حالت نرخ پایه برای تیله سبز رنگ 15 درصد است. و البته احتمال اینکه به طور تصادفی از کوزه تیله سبز انتخاب شود هم 15 درصد خواهد بود.

## مثال
مثال ۱ :
«مارک» یک مرد لاغر اندام اهل آلمان است که عینک به چشم می زند و دوست دارد آثار موتزارت را گوش دهد. کدام یک محتمل تر است؟ اینکه مارک...
الف) یک راننده کامیون باشد
ب) استاد ادبیات در فرانکفورت باشد
بیشتر افراد گزینه دوم (ب) را انتخاب می‌کنند که اشتباه است. در آلمان تعداد رانندگان کامیون هزار برابر تعداد استادان ادبیات است (بویژه استادان ادبیات در فرانکفورت!). به همین خاطر، بسیار محتمل‌تر است که مارک راننده کامیون باشد. اما چه اتفاقی می‌افتد که ما گزینه دوم را انتخاب می‌کنیم؟ توضیحات درباره ظاهر و شخصیت «مارک»، ما را فریب داده و باعث می‌شود اطلاعات آماری را نادیده بگیرم، و به جای انتخاب گزینه اول که بسیار محتمل‌تر است، گزینه دوم را انتخاب کنیم، و این کار یعنی غفلت از نرخ پایه.
مثال ۲:
یک واکسن برای کودکان که از یک بیماری مرگبار جلوگیری میکند %0.001 (یک هزارم درصد) خطر فلج دائم در آنها دارد.
این خطر بسیار ناچیز به نظر می‌رسد و شاید کسی به آن توجه نکند. حالا به همین مثال که به صورت دیگر بیان شده توجه کنید:
«از هر ۱۰۰٬۰۰۰ کودکی که واکسن می‌زنند، یکی به‌طور دائمی فلج خواهد شد.»
جمله دوم تأثیری بر ذهن شما می‌گذارد که جمله اول نمی‌گذارد: تصویری از یک کودک مشخص که به‌دلیل واکسن دچار ناتوانی شده در ذهن شکل می‌گیرد، در حالی که ۹۹۹٬۹۹۹ کودک واکسینه‌شده و سالم به حاشیه رانده می‌شوند. همان‌طور که پدیده‌ی «نادیده‌گرفتن نرخ پایه» پیش‌بینی می‌کند، رویدادهایی با احتمال بسیار پایین وقتی به‌صورت فراوانی نسبی (چند نفر) بیان می‌شوند، بسیار بیشتر از زمانی که به‌صورت مفاهیم انتزاعی مثل «احتمال» یا «ریسک» توصیف می‌شوند، تأثیر می‌گذارند. مغز ما در درک افراد مشخص بسیار بهتر از درک دسته‌ها یا گروه‌ها عمل می‌کند.